# Accident of Birth
Albums de Bruce Dickinson
Skunkworks
(1996) The Chemical Wedding
(1998)
Accident of Birth est un album de Bruce Dickinson sorti en 1997. Cet album confirme l'intention de Bruce Dickinson de revenir avec un son plus metal que son dernier album Skunkwork. Pour cela il s'adjuge les services de l'ancien guitariste de Iron Maiden : Adrian Smith, excellent musicien et compositeur de talent. Roy Z reste aux commandes de l'album, puisqu'il en est le producteur et le guitariste. Le résultat est un album équilibré qui varie le heavy metal façon Iron Maiden et des morceaux plus calmes comme Omega et Arc of Space. Avec cet album, Bruce Dickinson renoue avec le style qui l'a fait connaître et prouve qu'il reste un artiste incontournable dans l'univers du heavy metal. Dans cet album, Bruce Dickinson traite de sa vie mais fait aussi référence aux prédictions de Nostradamus.
Le titre de l'album Accident of Birth serait en rapport direct avec le vécu de Bruce Dickinson. En effet, il avoua que ce titre raconte en fait sa propre histoire, que ses parents ne le désiraient pas lorsqu'il est né et qu'il n'est qu'un « Accident ». Cette histoire le marqua profondément et c'est pourquoi la chanson en question est très sombre, voire chaotique.

## Liste des titres
1. The Freak
2. Toltec 7 Arrival
3. Star Children
4. Taking the Queen
5. Darkside of Aquarius
6. Road to Hell
7. Man of Sorrows
8. Accident of Birth
9. The Magician
10. Welcome to the Pit
11. Omega
12. Arc of Space

## Le Line-Up
- Bruce Dickinson (chant)
- Adrian Smith (guitare)
- Roy Z (guitare)
- Eddie Casillas (basse)
- Dave Ingraham (batterie)